# Stazione di Palermo Lolli (1891)
La stazione di Palermo Lolli è stata una stazione ferroviaria di Palermo, entrata in servizio nel 1891 e dismessa a partire dal 26 maggio 1974, sita nella centralissima via Dante.

## Storia

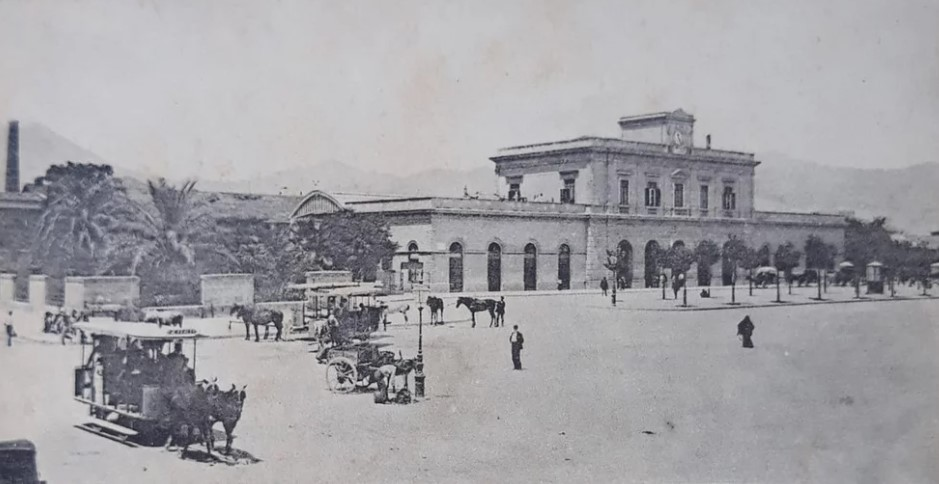
La stazione e l'omonima piazza illustrati una cartolina dei primi del XX secolo.

Nel 1876 la Società della Ferrovia Sicula Occidentale (FSO) realizzò un progetto di una linea ferroviaria che collegasse Palermo a Trapani, la Palermo - Castelvetrano - Trapani. Il progetto prevedeva l'uso del già esistente bivio Madonna dell'Orto che collegava la vecchia stazione di via del Secco con il porto di Palermo. La nuova linea avrebbe dovuto connettersi a questa infrastruttura, adottando come stazione di testa la nuova stazione di Palermo Centrale, all'epoca ancora in fase di progettazione, e proseguire fino alla stazione di Trapani. Tuttavia, la tratta Palermo Centrale-Palermo Porto era gestita dalla Società per le Strade Ferrate Calabro-Sicule e, a causa di divergenze tra le due società, il progetto iniziale non venne realizzato.
Come alternativa, la FSO decise di realizzare una propria stazione di testa, la stazione di Palermo Lolli. Essa, situata nell'allora via Lolli da cui prese il nome, entrò in servizio il 28 ottobre 1891.
Nel 1907 la stazione passò sotto il controllo de Ferrovie dello Stato e con ciò venne progettato il tratto di raccordo con la stazione Centrale. Inoltre, nel 1910 la via da cui prese il nome la stazione venne intitolata al poeta Dante Alighieri, diventando dunque via Dante, ma ciò non influi sul nome della stazione e anzi la piazza laterale sulla quale si affacciava venne ribattezzata piazza della stazione Lolli (oggi solo piazza Lolli). 
Il tronco da Palermo Centrale per Lolli e per il porto, che a causa dell'urbanizzazione interferiva con la viabilità stradale in molti punti, fu oggetto di ricorrenti critiche, motivo per cui già a partire dagli anni venti fu studiato un riassetto complessivo del nodo di Palermo, comprendente anche il suo interramento. Nonostante ciò, per tanti anni, ma soprattutto durante gli anni cinquanta e gli anni settanta la stazione fu nota come "stazione per il mare" in quanto molti palermitani utilizzavano il servizio ferroviario per spostarsi verso le località di mare della provincia, sfruttando spesso anche le cosiddette "soste al volo" effettuate dalle locomotive nei pressi di località senza alcuna stazione. Nel mentre, negli anni trenta fu iniziata la costruzione della ferrovia Palermo-Salaparuta, una linea a scartamento ridotto che avrebbe dovuto collegare questa stazione con il paese di Salaparuta in provincia di Trapani. I lavori però non furono mai terminati, sia perché il traffico ferroviario per il trasporto delle merci andava diminuendo, sia perché negli stessi anni iniziarono i lavori che avrebbero portato all'apertura della nuova stazione di Palermo Notarbartolo, aperta nel maggio 1974.
Dopo l'apertura della stazione Notarbartolo, a causa della posizione strategica di quest'ultima, la stazione Lolli da quel momento perse il suo utilizzo per il servizio passeggeri e rimase attiva, ma solo per un breve periodo, unicamente per il traffico merci.
Nello stesso anno della sua dismissione la stazione fu usata per girare delle scene del film di Vittorio De Sica, Il viaggio.

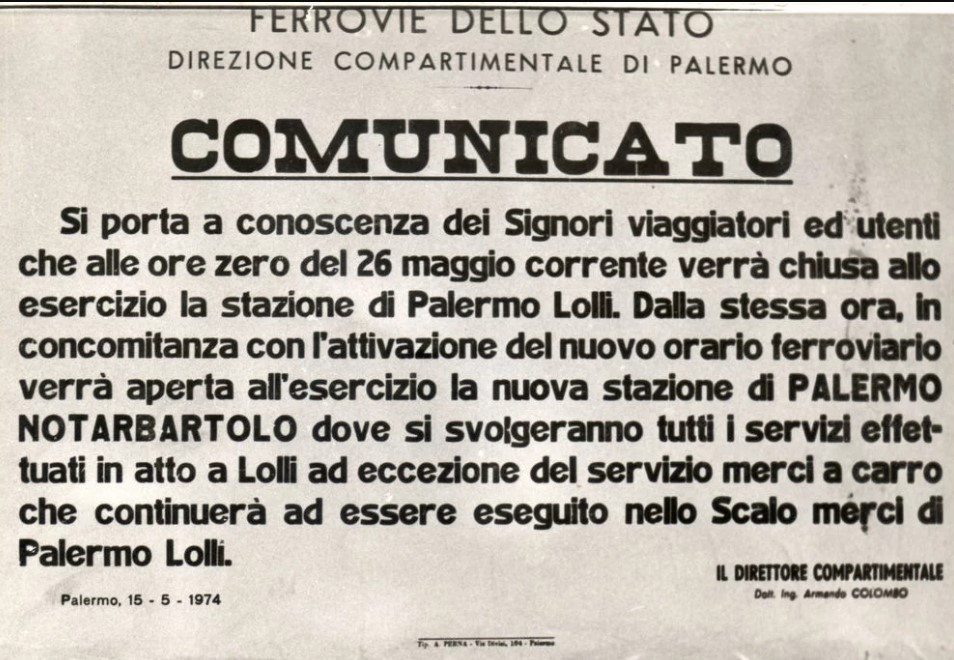
Comunicato delle FF.SS. del 1974 relativo alla chiusura della stazione Lolli e all'apertura della stazione Notarbartolo.

Rimasta in abbandono per molti anni, tra il 15 dicembre 2000 e il 31 gennaio 2001 la stazione ospitò una mostra sulla Ferrovie realizzata dal Centro Regionale per la Progettazione e il Restauro con la Facoltà di Ingegneria - Istituto di Trasporti dell'Università degli Studi di Palermo. Qualche anno dopo, nel 2006, venne venduta dalla società di gestione Ferrovie Real Estate, del gruppo FS, a un raggruppamento di società private che ne progettarono la trasformazione con la creazione di una sezione adibita a museo delle ferrovie; mentre il 22 febbraio 2008 all'interno dell'area di pertinenza della stazione venne inaugurato il cantiere del passante ferroviario urbano della città di Palermo.
Il 16 febbraio 2016 alla presenza del Ministro delle Infrastrutture Graziano Delrio venne inauguata la stazione metropolitana Lolli, che sorge al di sotto della vecchia stazione. Nel 2021 i 14705 m² che compongono l'area dell'ex stazione ferroviaria sono stati acquistati dalla Lumsa di Palermo, con l'obiettivo di costruire un nuovo campus universitario, i cui lavori sono iniziati nel 2023.

## Architettura

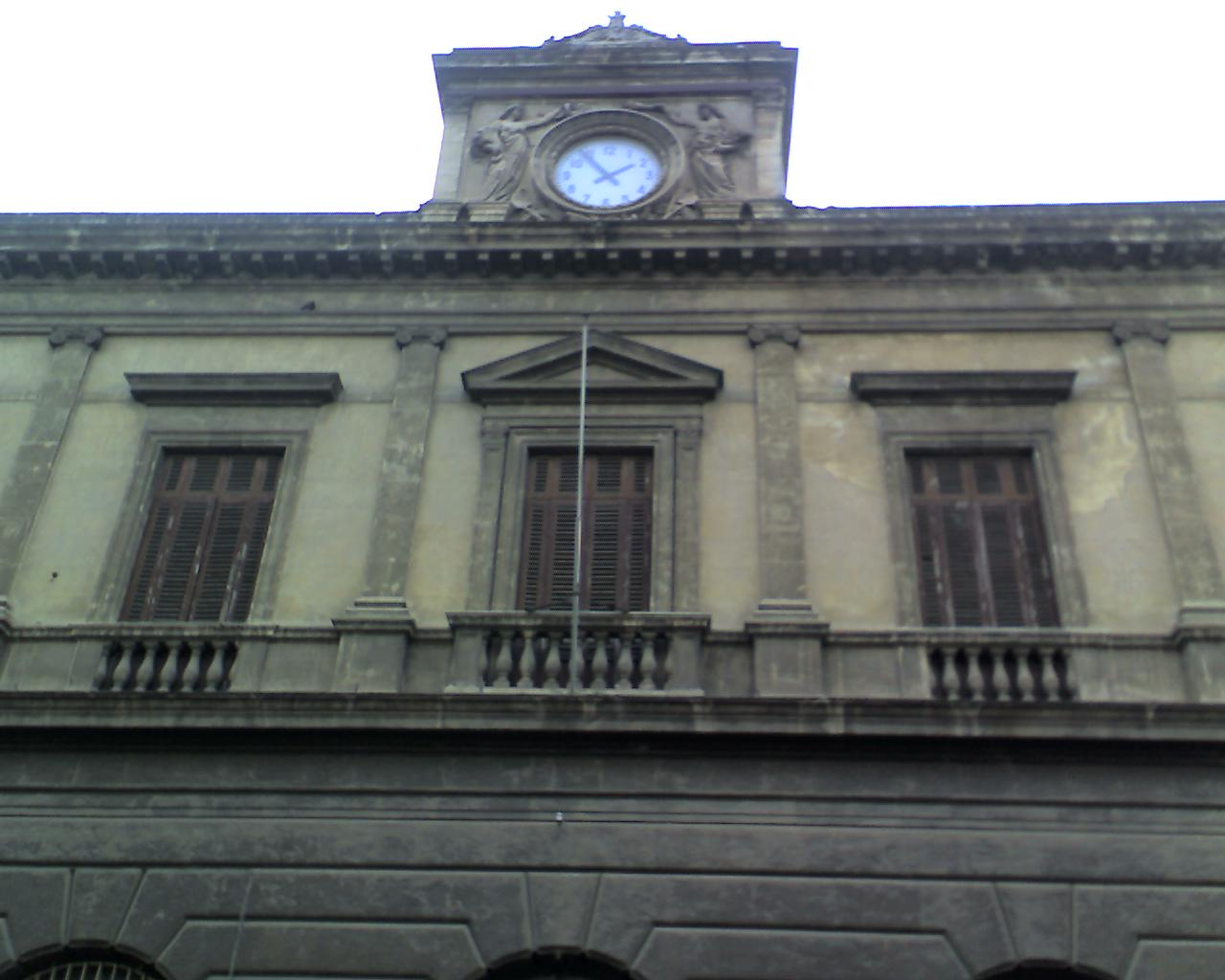
Particolare dell'orologio della stazione

Progettata dagli architetti Andrea Fortunato e Davide Datti, la struttura della stazione rappresenta un pregevole esempio di architettura ottocentesca in stile libery, caratteristico della Palermo di quel periodo. L'edificio è composto da un corpo centrale a due livelli, affiancato da una sezione laterale a un solo piano. Gli interni presentano soffitti decorati con raffinati affreschi. Di particolare pregio è anche la pensilina interna situata sul primo binario, realizzata in ferro lavorato con strutture portanti in ghisa. Tuttavia, il suo attuale stato di degrado ne impedisce la piena fruizione.
Dopo l'abbandono a metà degli anni settanta, già all'inizio del decennio successivo la struttura divennne soggetto di una discussione sul suo possibile recupero, tuttavia senza esiti concreti. Tutto ciò fino a quando nel 2021, dopo l'acquisizione dei locali dell'ex stazione da parte della Lumsa, si decise di non abbatterli bensì restaurarli per ospitare le future nuove aule universitarie.